# Louie Barry
Louie Mark Barry (* 21. Juni 2003 in Sutton Coldfield) ist ein englisch-irischer Fußballspieler, der aktuell von Aston Villa an Swindon Town verliehen ist.

## Karriere

### Verein
Barry begann seine fußballerische Ausbildung 2009 bei West Bromwich Albion. In der Saison 2018/19 spielte er 16 Mal für die U18, wobei er viermal traf und einmal für die U23 in der Premier League 2. Zehn Jahre später wechselte er zum FC Barcelona in La Masia, wo er der erste Engländer wurde. Im Januar 2020 wechselte er zurück nach England zu Aston Villa. In der Saison 2019/20 spielte er noch dreimal für Barça in der UEFA Youth League und später noch für die U18- und die U23-Mannschaft Aston Villas. In der Folgespielzeit 2020/21 kam er zu 20 Toren in 26 Spielen für die U23 und die U18 von Aston Villa. Im August 2021 wurde er in die EFL League One an Ipswich Town verliehen. Gegen Burton Albion debütierte er in der Startelf stehend in der Profimannschaft in der League One. Nach nur zwei Ligaeinsätzen wurde er im Januar 2022 nach Aston Villa zurückgeholt.
Nach drei weiteren Einsätzen und einem Tor für die U23 Villas, wurde er an den Viertligisten Swindon Town verliehen. Sein Debüt gab er nach Einwechslung in der Halbzeit bei einem 1:1-Unentschieden gegen Crawley Town. Am 19. Februar 2022 (33. Spieltag) schoss er bei einem 3:0-Sieg über Carlisle United sein erstes Tor und spielte zudem das erste Mal über die vollen 90 Minuten.

### Nationalmannschaft
Barry spielte bislang für diverse Juniorennationalmannschaften der FA.